# Rodelinghem
Rodelinghem ist eine französische Gemeinde mit 555 Einwohnern (Stand: 1. Januar 2022). Sie gehört zur Region Hauts-de-France, zum Département Nord, zum Arrondissement Calais und zum Kanton Calais-2. Die Einwohner werden Rodelinghemois genannt.

## Geographie
Rodelinghem liegt etwa 23 Kilometer nordwestlich von Saint-Omer und grenzt an Balinghem im Norden, Brêmes im Nordosten und Osten, Landrethun-lès-Ardres im Südosten, Licques im Süden, Bouquehault im Südwesten und Westen sowie Campagne-lès-Guines im Westen und Nordwesten. Die Gemeinde ist Teil des Regionalen Naturparks Caps et Marais d’Opale.

## Bevölkerungsentwicklung
| Jahr                       | 1962 | 1968 | 1975 | 1982 | 1990 | 1999 | 2006 | 2013 |
| -------------------------- | ---- | ---- | ---- | ---- | ---- | ---- | ---- | ---- |
| Einwohner                  | 222  | 234  | 229  | 288  | 373  | 393  | 504  | 565  |
| Quellen: Cassini und INSEE |      |      |      |      |      |      |      |      |

## Sehenswürdigkeiten
- Kirche Saint-Michel aus dem 17. Jahrhundert

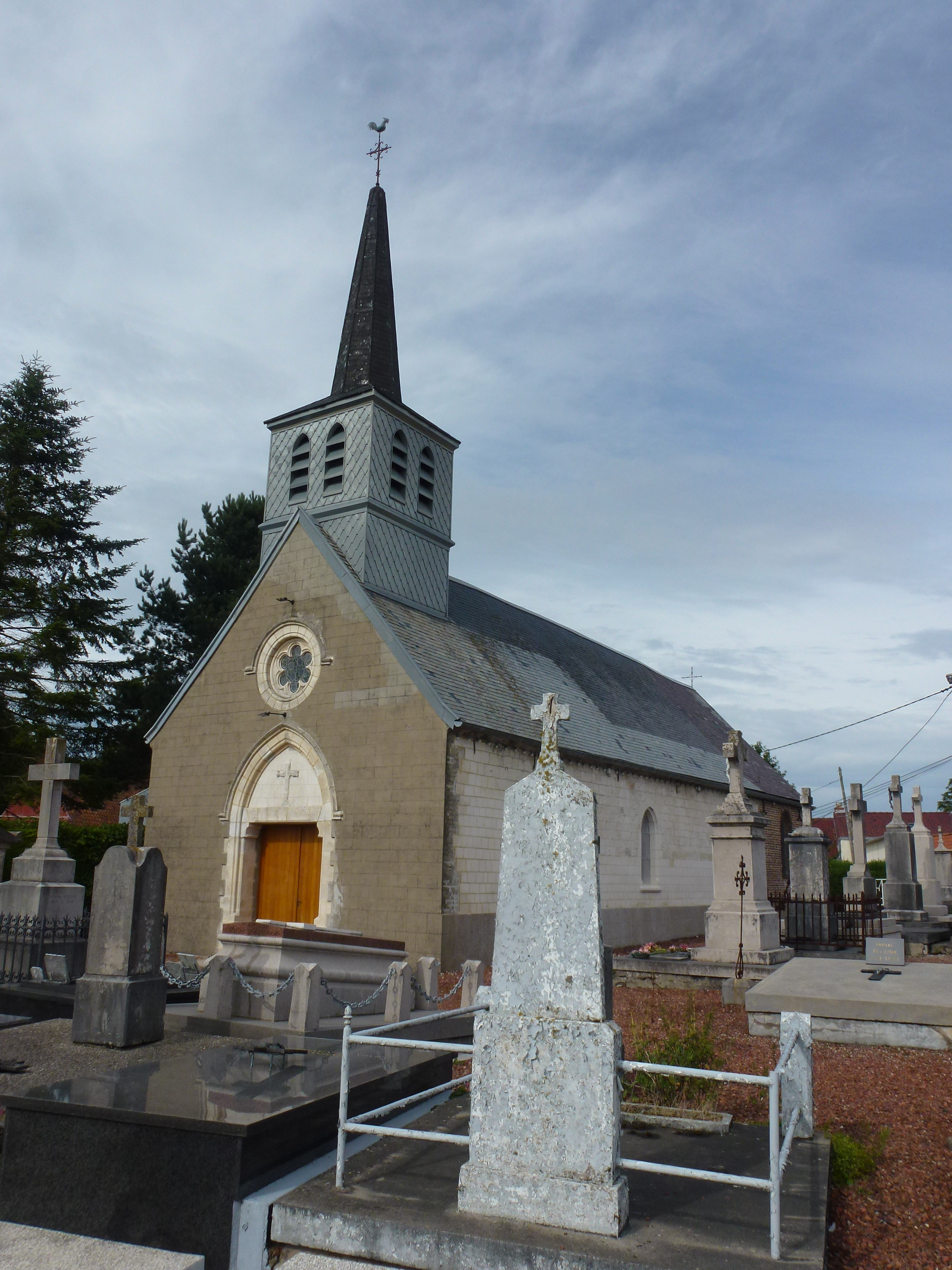
Kirche Saint-Michel